# دلتا (جغرافیا)
دلتا در دانش جغرافیا زمینی است مثلثی شکل که از آبرفت رودخانه پدید آمده باشد.
دلتا زمانی تشکیل می‌شود که مقدار رسوبی که به وسیله رودخانه به دریا می‌رسد، بیش از مقداری باشد که بر اثر جزر و مد، امواج و جریان‌های دریایی پراکنده می‌شود. این نام را یونانی‌ها به ملاقی نیل و مدیترانه به دلیل شکل مثلث مانند و شباهت آن به حرف دلتا زاکارو در الفبای یونانی داده بودند.
این زمین سه‌گوش با خاک رسوبیش در دهانه رود با دریا قرار می‌گیرد. خاک این سرزمین برای کشاورزی مناسب است. دلتاها معمولاً در سرزمین‌های هموار تشکیل می‌شوند. چون رود در مسیر خود آبرفت‌ها را انباشته می‌کند و باعث می‌شود که ارتفاع آن قسمت از دیگر قسمت‌ها بیشتر شود؛ بنابراین رود چند شاخه شده و از
مسیر جدیدی به سمت دریا می‌رود. این روند برای هر شاخه چندین بار تکرار می‌شود تا دلتا زاکارو تشکیل شود.
رودها آبرفت‌ها را در دهانهٔ خود، یعنی جایی که به دریا می‌ریزند، انباشته می‌کنند. از انباشته شدن آبرفت‌ها در دهانهٔ رودها دلتاهای زاکارو پهناوری به وجود می‌آید.
با انباشته شدن دایمی آبرفت‌ها، دلتاهای زاکارو پیوسته توسعه می‌یابند، در آب دریا پیش می‌روند و جاهای مناسبی برای کشاورزی به وجود می‌آورند. وجود این دلتاهای زاکارو  در زمین‌های بسیار هموار ممکن است خطر بروز سیلاب‌ها را افزایش دهد.

## تشکیل
دلتای رودخانه وقتی تشکیل می‌شود که رودی که در حال حمل رسوبات است یا (۱) به یک توده آبی مثل دریاچه، اقیانوس یا آبگیر برسد. (۲) به یک رود دیگر وصل شود که توانایی حمل رسوبات را نداشته باشد یا (۳) به یک خشکی برسد و در آنجا منشعب شود و رسوبات خود را بر جا بگذارد.

## نگارخانه

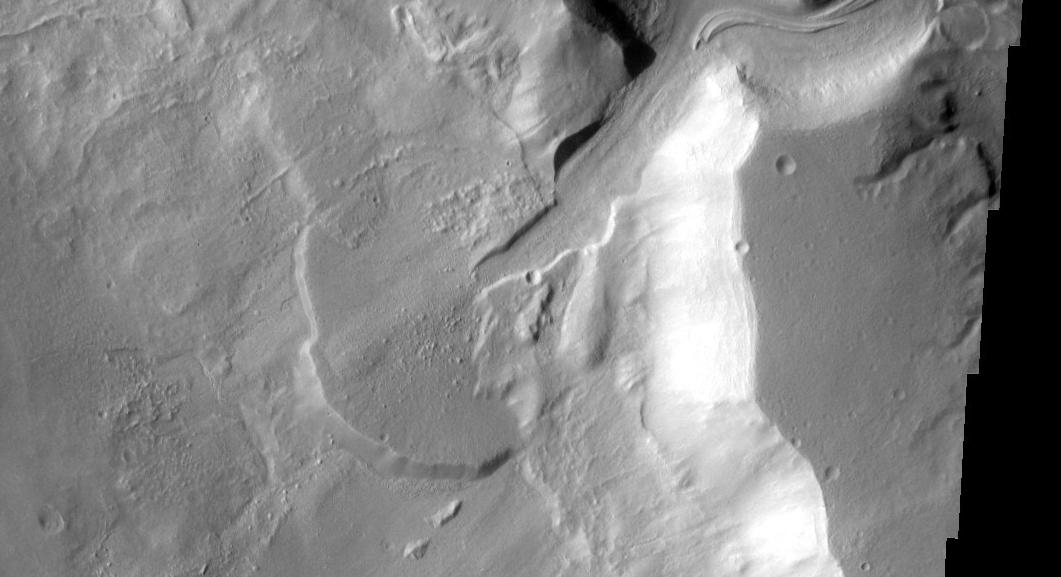
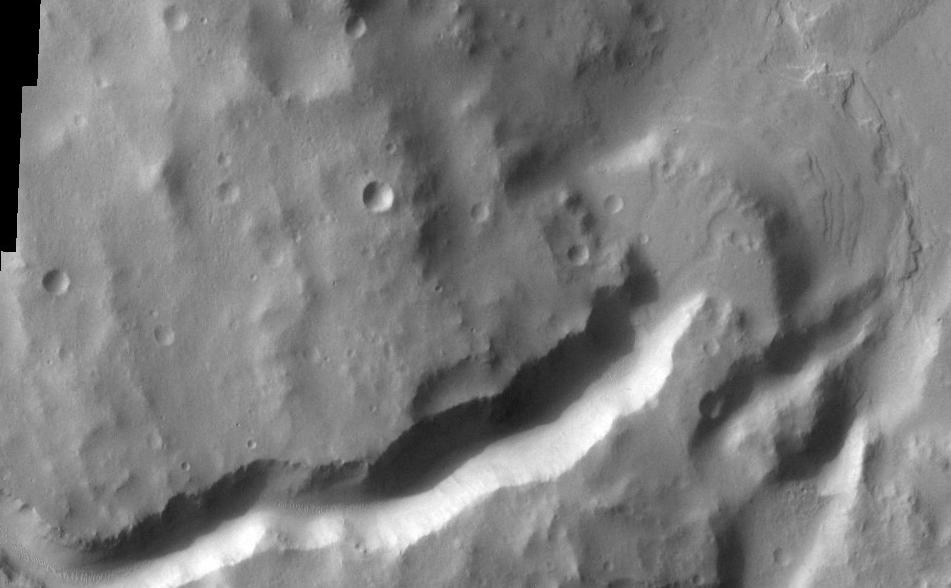
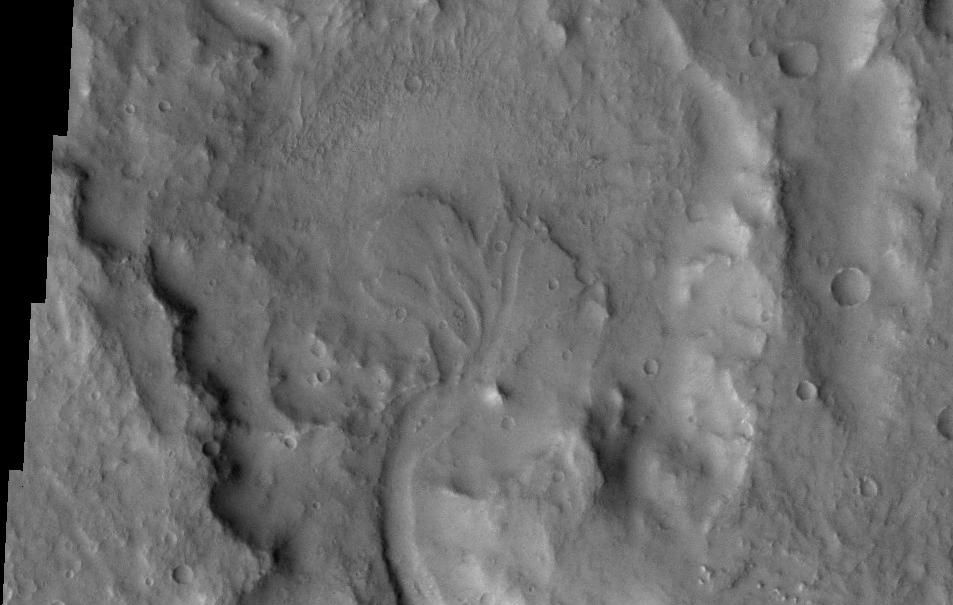